# Nausimedon
Nausimedon (altgriechisch Ναυσιμέδων Nausimédōn) ist in der griechischen Mythologie ein Sohn des euböischen Königs Nauplios und Bruder des Oiax und des Palamedes.
In der Bibliotheke des Apollodor wird berichtet, dass unterschiedliche Versionen bezüglich seiner Mutter bestanden haben. Die Tragiker sollen sie Klymene genannt haben, in den Nostoi wurde sie Philyra genannt und Kerkops nannte sie Hesione.